# Tuta spaziale Feitian

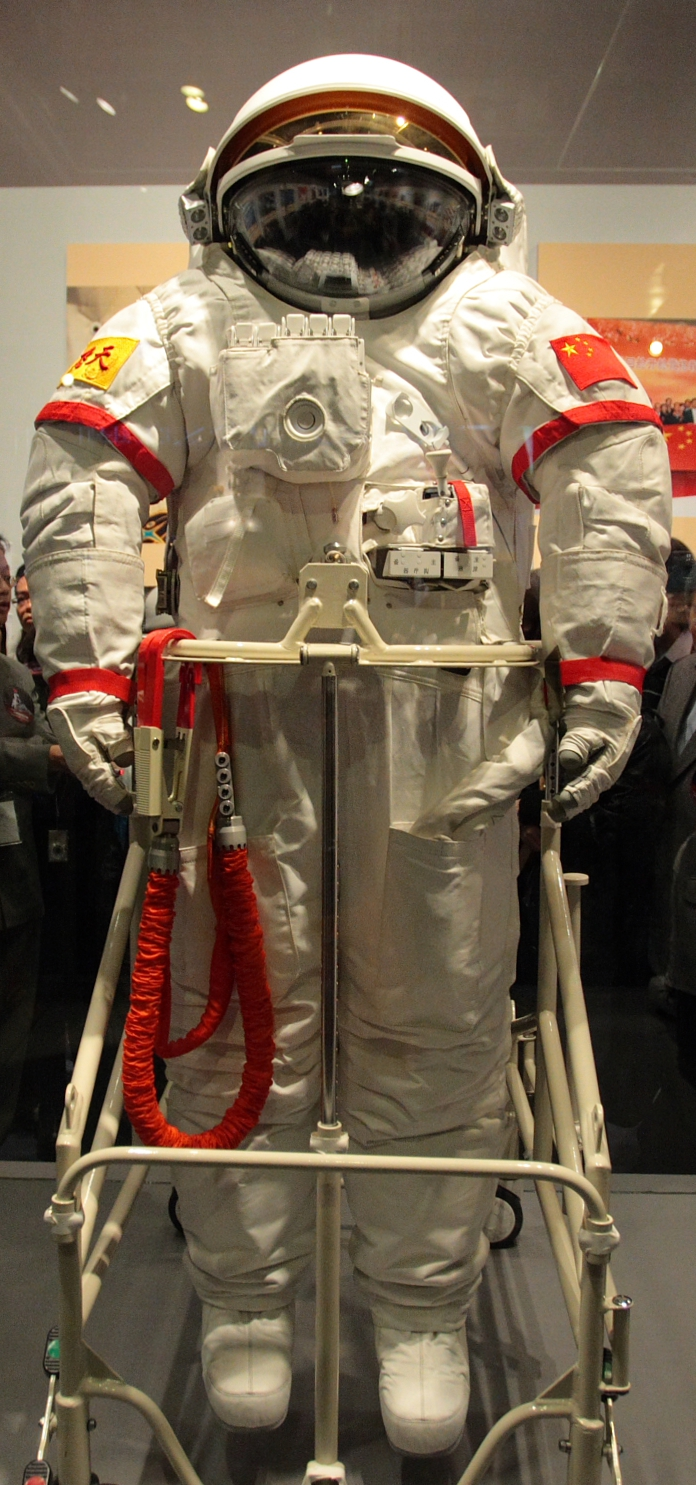
Tuta spaziale Feitian

La Tuta spaziale Feitian (in cinese semplificato: 飞天号航天服) è una tuta spaziale sviluppata dalla Cina nell'ambito della missione spaziale Shenzhou 7. L'astronauta Zhai Zhigang la indossò durante la prima attività extraveicolare (passeggiata spaziale - EVA) del programma spaziale Cinese il 27 settembre del 2008.
La tuta spaziale Feitian è progettata a partire dalla tuta Orlan-M sviluppata dalla Russia. Le due tute sono simili per forma e volume e sono progettate per permettere un'autonomia di più di 7 ore.
È stato riportato che ogni tuta costa circa 4,4 milioni di dollari e pesano 120 kg. I primi due ideogrammi del nome, in mandarino, significa "volo" e "cielo".